# Eolagurus przewalskii
Eolagurus przewalskii är en däggdjursart som först beskrevs av Eugen Büchner 1889.  Eolagurus przewalskii ingår i släktet Eolagurus och familjen hamsterartade gnagare. IUCN kategoriserar arten globalt som livskraftig. Inga underarter finns listade i Catalogue of Life.
Denna gnagare förekommer i nordcentrala Kina och i Mongoliet. Habitatet utgörs av halvöknar och av bergsängar. Individerna gräver komplexa tunnelsystem. De äter rötter, frön och unga växtskott. Honor kan ha upp till tre kullar under sommaren med 4 till 10 ungar per kull.
Arten blir 12,5 till 13 cm lång (huvud och bål) och därtill kommer en kort svans som mäter 1,1 till 1,5 cm. Eolagurus przewalskii har sandfärgad päls på ovansidan som blir ljusare och mera gulaktig fram till kroppssidorna. Undersidan är vit, ibland mer ljusgråa ställen. Även svansen har en gulbrun ovansida och en vit undersida. Händer och fötter är på ovan- och undersidan täckta av vita hår. Dessutom förekommer en krans av delvis styva hår vid fram- och baktassarnas kanter. Klon vid tummen är störst men inte spetsig.
Ett tunnelsystem har vanligen tre till sju utgångar, upp till tre stora förrådsrum samt tre kamrar där gnagaren bor.